# Quercus dumosa
Quercus dumosa Nutt. – gatunek roślin z rodziny bukowatych (Fagaceae Dumort.). Występuje naturalnie w północno-zachodnim Meksyku (w stanie Kalifornia Dolna) oraz południowo-zachodnich Stanach Zjednoczonych (w Kalifornii). 

## Morfologia
PokrójZimozielony krzew dorastający do 1–2 m wysokości. Kora jest gładka.
LiścieBlaszka liściowa jest falista. Mierzy 1–2 cm długości oraz 0,5–1,5 cm szerokości, jest drobno ząbkowana lub klapowana na brzegu, ma sercowatą nasadę i ostry wierzchołek. Ogonek liściowy jest nagi i ma 1–2 mm długości.
OwoceOrzechy zwane żołędziami o obłym lub wrzecionowatym kształcie, dorastają do 10–20 mm długości i 5–10 mm średnicy. Osadzone są pojedynczo w miseczkach w kształcie kubka, które mierzą 5–8 mm długości i 8–15 mm średnicy. Orzechy otulone są w miseczkach do 25–35% ich długości.

## Biologia i ekologia
Rośnie w zaroślach oraz chaparralu. W tym gatunku swój rozwój przechodzą larwy chrząszczy Dicerca querci.